# Folke Brundin (ingenjör)
Folke Brundin, född 26 maj 1897 i Ripsa församling, Södermanlands län, död 19 maj 1978 i Lidingö, Stockholms län, var en svensk väg- och vattenbyggnadsingenjör.
Brundin, som var son till bruksdisponent Hugo Brundin och Maria Nettelbladt, avlade studentexamen i Stockholm 1915, reservofficersexamen 1917 och utexaminerades från Kungliga Tekniska högskolan 1922. Han blev fänrik i Fortifikationens reserv 1917, underlöjtnant 1920, löjtnant i Väg- och vattenbyggnadskåren 1925 och kapten 1933. Han var anställd vid Kungliga Tekniska högskolans byggnadstekniska laboratorium 1922, ingenjör vid Stockholm–Roslagens Järnvägar 1923, var ingenjör och byråingenjör på Stockholms stads stadsplanekontor 1924–1957 och konsult i trafikfrågor från 1957. 
Brundin var ingenjör 1930 års trafikkommitté 1931, utredningsman vid Göteborgs stads byggnadsnämnd 1934–1935, extra speciallärare vid Kungliga Tekniska högskolan 1934–1945, tillförordnad professor i kommunikationsteknik där 1945–1947 och ingenjör i Storstockholms trafikutredning 1953–1957. Han innehade Förenta nationernas uppdrag att biträda grekiska regeringen vid trafikutredning i Aten 1954–1955. Han var ledamot av Lidingö stadsfullmäktige, suppleant i drätselkammaren, ledamot av Lidingöbrostyrelsen, fullmäktig i Käppalaförbundet och styrelseordförande i Lidingö Trafik AB (Norra Lidingöbanan). 
Brundin utgav Kompendium i kommunikationsteknik (1942), Poliskammarens i Norrköping trafikutredning 1945–1947 (tillsammans med Otto Wallenberg 1948), Norra Lidingöbanan 50 år (1957), Busstationer (tillsammans med Stig Samuelson 1958), Norra Lidingöbanan 60 år (1967) samt skrev uppsatser i facktidskrifter (1928–1955). Han var även medarbetare i Nordisk familjebok och Bonniers konversationslexikon.